# Václav Hrubý
Václav Hrubý, né le 18 décembre 1966, à Bojnice[réf. nécessaire] , en Tchécoslovaquie, est un ancien joueur de basket-ball tchécoslovaque, puis tchèque. Il évolue au poste d'arrière.